# Chodnik podłogowy

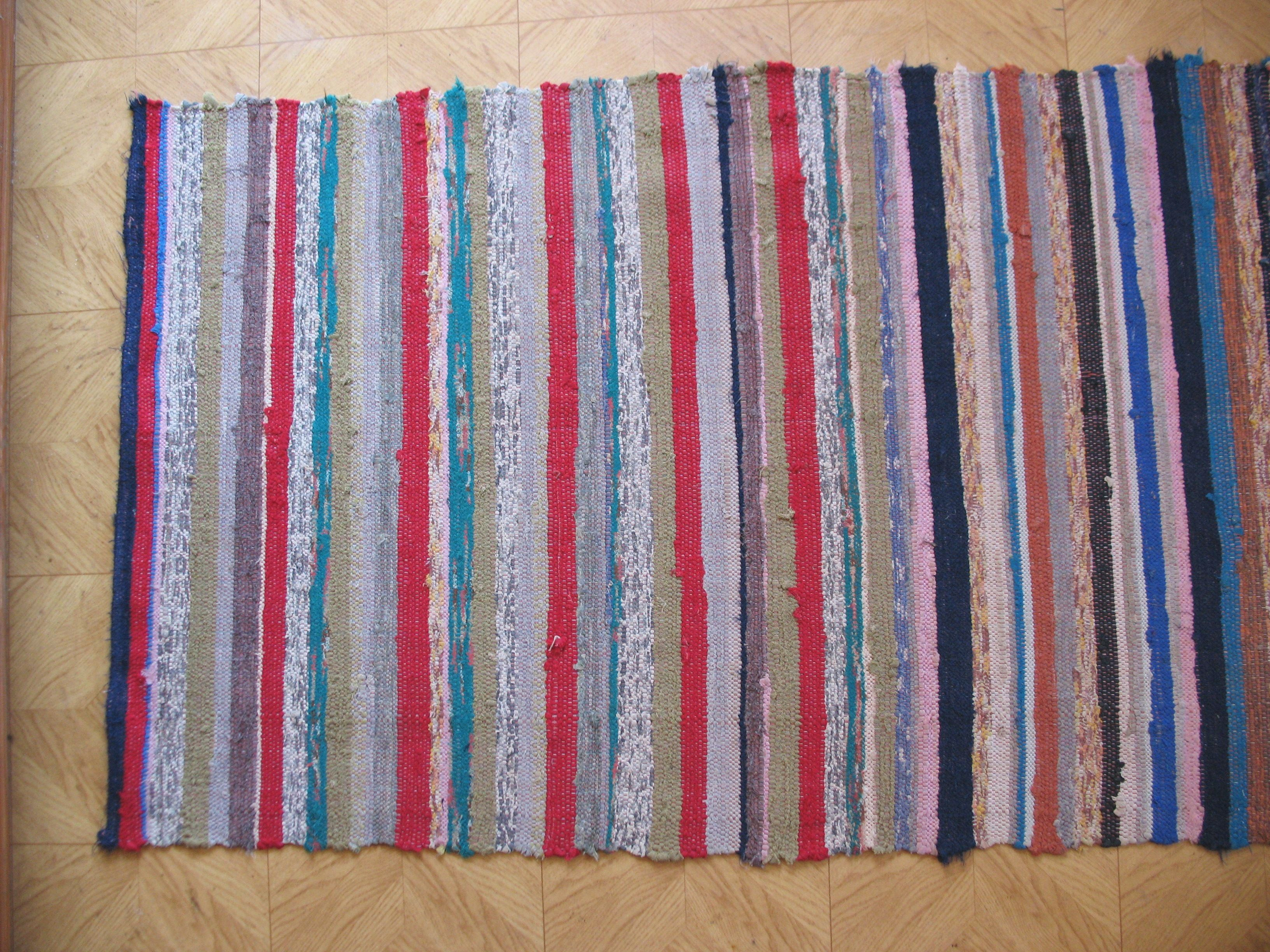
Chodnik szmaciak

Chodnik – rodzaj dywanu, wyrób włókienniczy w postaci pasa tkaniny wykonanej najczęściej z okrywą runową lub pętelkową, służący do przykrywania fragmentów podłogi. Pełni funkcję dekoracyjną i zabezpieczającą podłogę w miejscach najbardziej narażonych na zużycie. Chodniki produkuje się w szerokościach od 50 do 140 cm. Długość chodnika jest wielokrotnie większa od szerokości, co jest jedną z cech odróżniających je od dywanów.
Do niedawna (obecnie niezmiernie rzadko), na wsiach, na potrzeby własne wykonywano tzw. szmaciaki. Chodniki te wykonywano przy pomocy prostych warsztatów tkackich  na osnowie lnianej lub konopnej, wątkiem ze ścinków różnokolorowych tkanin, dzianin, futer, pociętej starej odzieży itp.